# Constitució civil del clergat
La Constitució Civil del Clergat és un decret adoptat a França per l'Assemblea Nacional Constituent el 12 de juliol de 1790. Sancionada en contra de la seva voluntat per Lluís XVI el 24 d' agost de 1790. Es converteix en la llei del 12 de juliol i 24 d'agost de 1790. Reorganitzà unilateralment el clergat secular francès, establia una nova església (l'Església constitucional), el que provocà la divisió del clergat entre clergat constitucional i el clergat refractari.
Va ser condemnada pel papa Pius VI el 10 de març de 1791 i derogada pel concordat de 1801.

## El Comitè Eclesiàstic de l'Assemblea Constituent[2]
Després de la nit del 4 d'agost de 1789, l'ordre del clergat, primer ordre en dignitat de la societat de l'Antic Règim, desaparegué com un cos polític.
A la tardor de 1789, es van iniciar debats sobre la nova organització de l'Església de França a l'Assemblea Constituent. El Comitè Eclesiàstic, presidit per Treilhard (1742-1810), s'encarregà d'elaborar un projecte. Tres membres del comitè, advocats de tendència jansenista, van estar especialment preocupats pel seu desenvolupament: Louis-Simon Martineau (1733-1799) com a ponent, Armand Camus (1740-1804) i Lanjuinais (1753-1827) com a defensors. Membres del poder judicial que s'havien establert en el moviment de l'eslinga i el jansenisme parlamentari, els seguidors del gal·licanisme, que sentien que tenen el dret de reformar una església a França que volien independent del Papa i submisa al govern. Finalment, d'acord amb la tendència jansenista format al voltant del diacre Pâris i inspirat en el richerisme, una doctrina eclesiològica molt implantada en el baix clergat, que advocava per un govern democràtic de les comunitats parroquials i diocesanes, que tenia l'ambició de reformar els clergues per tornar a la puresa de la "església primitiva".
L'informe de Martineau, modificat lleugerament, es va votar el 12 de juliol de 1790: es va convertir en la Constitució Civil del clergat. Després d'un període d'oposició, Lluís XVI finalment va acordar el 28 de juliol perquè el decret es promulgués el 24 d'agost de 1790.

## La nova regulació
El text té quatre títols:
1. "Càrrecs eclesiàstics"
2. "Nomenaments als beneficis "
3. "Salaris i pensions"
4. "De la residència"[4]

### Els càrrecs eclesiàstics
- Les diòcesis i parròquies es modifiquen substancialment sobre la base d'una diòcesi per departament: de cent trenta, el seu nombre es reduí a vuitanta-tres i es projectà una reestructuració de les parròquies. Les diòcesis s'agrupen, en lloc de les catorze províncies, en 10 «districtes metropolitans», la seu de les quals es troba a París, Rouen, Reims, Besançon, Lió, Ais, Tolosa, Bordeus, Rennes i Bourges;
- Molts dels antics càrrecs eclesiàstics s'eliminen, com ara canonges, prebendaris o capellans, «sense càrrega d'ànimes». Els bisbes s'envoltaren de vicaris episcopals que, juntament amb els directors i superiors del seminari diocesà, formaven el "consell" que ha d'acceptar els actes de jurisdicció en relació amb el govern de la diòcesi.

### Els nomenaments als beneficis
- Els bisbes eren elegits per l'assemblea dels electors del departament[5] i els sacerdots parroquials pels electors del districte, ja sigui que els electors professessin la religió catòlica o no. L'esmena proposada per l'abat Gregori, que estipulava que els catòlics havien de ser els únics electors, va ser rebutjada;
- El text conservava la distinció entre el nomenament, és a dir, el nomenament del titular i la institució canònica, que conferia jurisdicció. No obstant això, si el bisbe conservava la institució de sacerdots, ell mateix ja no era instituït pel Papa, sinó pel metropolità o el bisbe més antic del districte metropolità. El Papa no era més que «un líder visible de l'Església universal»,[6] a qui podia escriure com a promesa d'unitat de fe i comunió en el si de l'Església catòlica;
- Abans de la seva consagració, els bisbes havien de prestar «un jurament solemne vigilar amb els fidels de la Diòcesi [...], per ser fidel a la nació, la llei i el Rei i per mantenir amb tot [el seu] poder de la Constitució decretada per l'Assemblea Nacional i acceptada pel rei».[7] Els sacerdots havien de fer el mateix, un diumenge, abans de la gran missa.

### Els funcionaris civils
- Els eclesiàstics - bisbes i preveres- reben tractament estatal. El sou de l'arquebisbe de París era de 50.000 lliures, el dels altres bisbes de 20.000 lliures. Els vicaris episcopals rebien entre 8.000 i 2.000 lliures. Els preveres d'entre 6.000, pels preveres de París i 1.200 lliures, pels preveres de les zones menys poblades;
- Tots els religiosos - bisbes, sacerdots, monjos, religioses - tenien drets civils que els permetien deixar els seus càrrecs[8] o les seves comunitats monàstiques;
- Un clergue no pot ser alcalde, funcionari municipal o regidor general. No obstant això, és un elector i elegible per a l'Assemblea Nacional.

Abans d'aquesta llei, els membres del clergat estaven subjectes a la jurisdicció interna de l'Església, que els obligava al celibat, els impedia llegar els seus béns a la seva família i viure on volguessin, i els va sotmetre als tribunals eclesiàstics, anomenades oficialitats.
En francès el dret modern podria haver estat anomenada "llei de reorganització de l'Església i un estatut dels membres elegits pels ciutadans-oficial del clergat". Compromís entre les tendències gal·licana, jansenistes i richeristes, la Constitució civil del clergat, mentre que desitjava establir la independència, excepte en matèria de doctrina, l'Església de França en relació amb el papat, se sotmetia a l'Estat. Segons Pierre de la Gorce: «Pocs actes s'han deteriorat tan malament. Vist des de lluny, aquest no compleix cap disseny clar»

## La controvèrsia

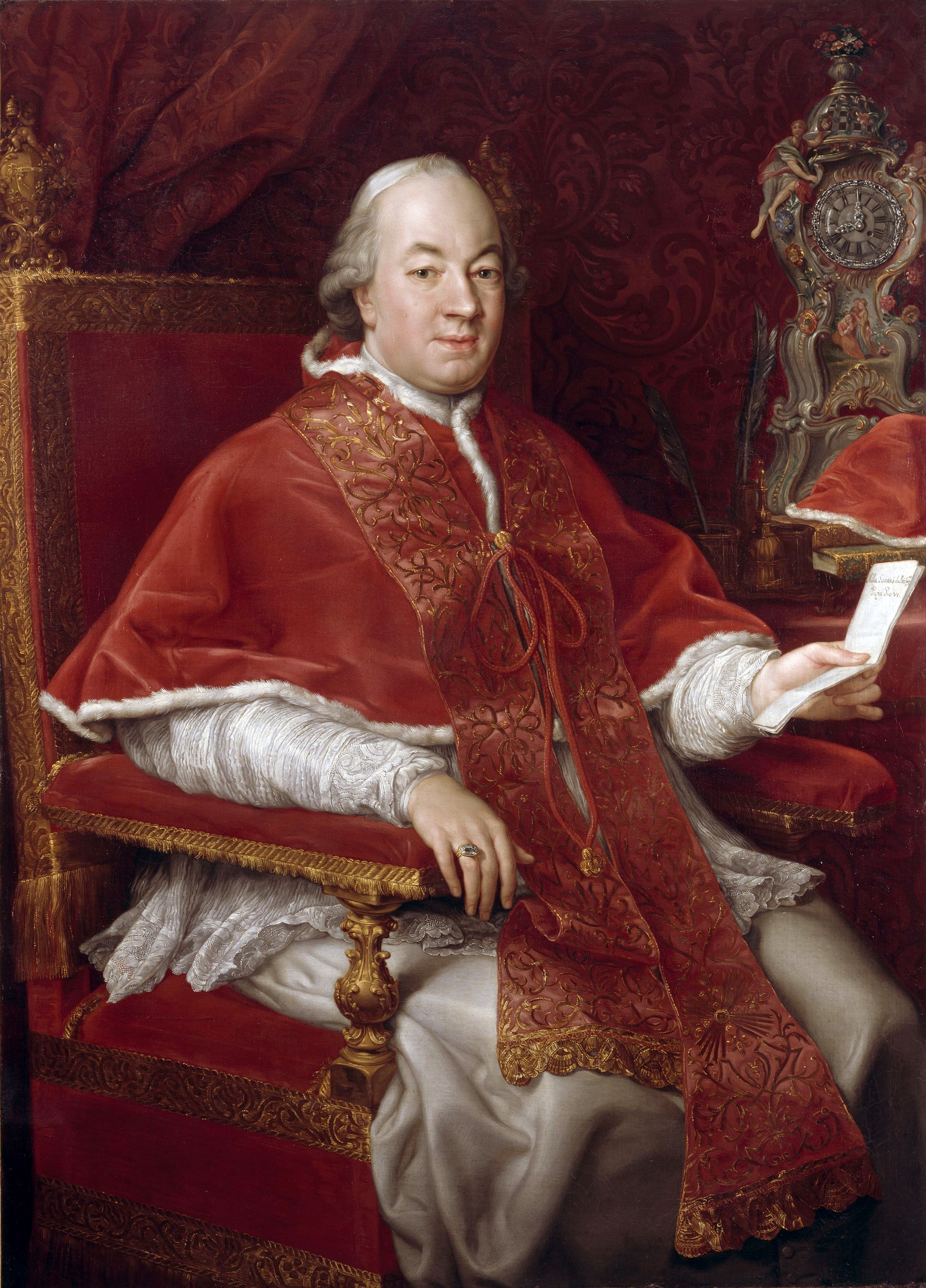
Retrat del papa Pius VI (1775).

El 29 de març de 1790, el papa Pius VI va celebrar un consistori secret, durant el qual va denunciar especialment la secularització dels béns eclesiàstics i la supressió dels vots religiosos. El cardenal de Bernis, ambaixador de França davant la Santa Seu, aconseguí que aquesta direcció no es publiqués. Se'n felicità en els seus enviaments a Montmorin i afirmà: «Si seguim tractant amb tanta severitat l'Església de França, no puc respondre la llarga paciència del cap de l'Església catòlica.»
En els mesos posteriors, la preparació de la Constitució Civil del Clergat es va seguir amb ansietat tant a Roma com per Lluís XVI. Aquest últim busca el consell de dos dels seus ministres: Lefranc de Pompignan, ex arquebisbe de Viena, i Champion de Cicé, arquebisbe de Bordeus. Parlant en nom dels seus confrares, la majoria dels quals tenien escó a l'Assemblea Nacional, aconsellaren al Rei que no s'oposés a l'Assemblea i que busqués un compromís amb Pius VI. No obstant això, el Papa va escriure el 9 de juliol de 1790 a Lluís XVI: «Cal dir amb fermesa i amor paternal que si vostè aprova els decrets relatius als clergues, pel mal camí induireu tota la nació, que precipitareu el vostre regne en el cisma i potser en una guerra civil de religió.» El 10 de juliol, les notes de Pius VI demanaven al rei per rebutjar la Constitució. Aquestes van ser lliurades a Lluís XVI el 23 de juliol. No obstant això, el dia anterior, va anunciar que acceptaria els decrets. Creient que el Papa estava mal informat dels assumptes de França - de fet havia estat aconsellat pel cardenal de Bernis, fortament advertit contra el nou ordre de les coses - i convençut de la urgència, sancions Lluís XVI i promulgà els decrets 24 de d'agost de 1790 .
Des d'agost, monseyor Asseline, bisbe de Boulogne, va publicar una refutació de la constitució civil, a la que s'afegiren quaranta bisbes. A l'octubre, Boisgelin, arquebisbe d'Ais, va publicar les seves "Observacions sobre el jurament prescrit als eclesiàstics i el decret que l'ha ordenat". Tots els bisbes de França s'adheriren a aquest text, que s'envià al Papa. Un gran nombre de publicacions es dedicaren a la defensa o lluita contra la Constitució Civil. Per a alguns, era un treball indispensable per posar fi als abusos: permetia un retorn a la puresa i senzillesa de l'Església primitiva, i corresponia als desitjos de la nació sobirana. Per als altres, l'assemblea va cometre un abús de poder reformant les circumscripcions eclesiàstiques. Aquestes no establien un poder en un territori sinó sobre les ànimes. Ara bé, aquest poder sobre les ànimes podia ser conferit per l'Església. El concordat de Bolonya havia estat establert per les dues parts, el rei i el papa. Però el darrer no va ser consultat. Finalment, la Constitució era cismàtica: la coronació no dona al bisbe una missió i un poder de jurisdicció, que només la pot conferir la institució canònica. No obstant això, reduint-ho a una formalitat, ja que és el president de l'Asamblea electoral qui proclama el bisbe electe (títol II, article 14) i no les autoritats legítimes, el vincle amb el papa i el l'església estava trencar. El que feu escriure a Boisgelin: «No podem transportar el cisma en els nostres principis.»

## El jurament a la Constitució civil

### El jurament obligatori
El 26 de novembre, Voidel, diputat de la Moselle, va denunciar la formació d'una lliga contra la Constitució Civil. Proposà el jurament obligatori com a mitjà indispensable de regenerar l'església de França. Es dicta el decret. El Rei el sancionà el 26 de desembre de 1790, després d'haver esperat en va concessions del Papa, aquest últim havent acceptat fa una dècada, la reforma de l'Església d'Àustria amb autoritat i de manera unilateral feta per l'emperador Josep II, germà de Marie-Antoinette.
| « | Per decret de l'Assemblea Nacional, i d'acord amb la Constitució Civil del Clergat de 24 d'agost de 1790, tots els eclesiàstics prendran el jurament exigit un diumenge després de la missa, en presència del consell general del municipi i dels fidels. Els que no el prestin es considerarà que han abandonat el seu càrrec i se'ls facilitarà la seva substitució. | » |

El jurament era el següent:

| Je jure de veiller avec soin sur les fidèles de la paroisse (ou du diocèse) qui m'est confiée, d'être fidèle à la Nation, à la Loi, au Roi et de maintenir de tout mon pouvoir la Constitution décrétée par l'Assemblée nationale et acceptée par le Roi. | Juro observar acuradament sobre els fidels de la parròquia (o diòcesi) que m'han estat confiats, de ser fidel a la Nació, a la Llei, al Rei i de mantenir amb totes les meves forces la Constitució decretada pel Assemblea nacional i acceptada pel Rei. |
El jurament obligava els sacerdots i bisbes a mantenir la nova organització del clergat. Per als dos-cents cinquanta oficials eclesiàstics que eren membres de l'Assemblea, el jurament s'havia de prendre dins d'un termini de vuit dies, és a dir, el 4 de gener de 1791. Després de l'abat Gregori, cinc diputats prengueren el jurament. Finalment, el 4 de gener de 1791, malgrat la pressió de les grades, només quatre juraven. Tenint en compte les retraccions, noranta-nou diputats eclesiàstics van prendre el jurament.
El 7 de gener començaren les prestacions del jurament a les províncies. Es van escalonar cada diumenge, de gener a febrer de 1791, en dates diferents segons les diòcesis .Gairebé tots els bisbes, excepte quatre, i la meitat dels preveres, es negaren a fer un jurament.

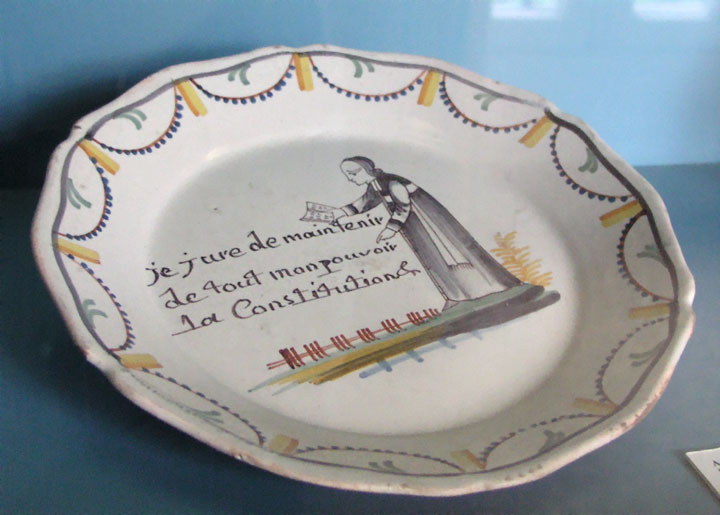
«Juro mantenir la Constitució amb tot el meu poder». Plat commemoratiu de la Constitució Civil del Clergat (1790). Musée Carnavalet.

### Resposta oficial del Papa Pius VI
El papa Pius VI, que no respongué durant mesos les demandes urgents de l'ambaixador de França, va fer la seva resposta formal mitjançant els breu Quod aliquantum, del 10 de març de 1791, i Caritas, del 13 d'abril de 1791. Demanà al clergat que encara no havia pres el jurament que no fe, i els que ja havien pres el jurament a retractar-se en un termini de quaranta dies. Les eleccions episcopals i parroquials eren declarades nul·les i les consagracions dels bisbes sacrílegues. Es prohibí la publicació del breus, però aquests circularen clandestinament i van ser àmpliament coneguts.
Tot i les nombrosos retraccions de sacerdots juramentats a l'Església de França, una situació cisma va dividir el clergat entre els sacerdots constitucionals, denominats com a "intrusos" i sacerdots no jurades designats com "refractari". La ruptura entre la Revolució i l'Església catòlica sembla inevitable.
Pel bé d'apaivagament i sota la llibertat religiosa afirmada a la Declaració dels Drets de l'Home i del Ciutadà, proposat per Talleyrand i Sieyès, l'Assemblea Constituent va votar 7 de maig de 1791 un decret que donà dret uns sacerdots insegurs per celebrar la missa a les esglésies constitucionals. Els catòlics que rebutjaven la nova església tenien l'oportunitat de llogar els edificis per al culte.

### Jurats i refractaris
Els sacerdots que es negaren a prestar el jurament a la Constitució civil del clergat eren anomenats  Refractaris. Gairebé tots els bisbes (excepte cinc), tots els sacerdots de les Missions estrangeres de París i la meitat dels sacerdots van ser sacerdots Refractaris.
Els sacerdots que prengueren un jurament a la Constitució civil del clergat eren anomenats "jurats" o "intrussos". Charles Maurice de Talleyrand-Périgord, Henri Grégoire i Yves Marie Audrein van ser els primers a pertànyer al clergat constitucional. El primer bisbe constitucional va ser Louis-Alexandre Expilly de la Poipe, rector de Saint-Martin-des-Champs, prop de Morlaix, elegit diputat del clergat a l'agost de 1788 i que després va presidir l'Assemblea Constituent que va elaborar la comissió la Constitució Civil del clergat. Fou nomenat bisbe de Finistere a París per Talleyrand, ell mateix un bisbe, el 1790, abans de ser guillotinat el 22 de maig de 1794.

### Tipologies de juraments
Amb l'historiador Jean de Viguerie, podem distingir sis maneres de prendre el jurament:
1. el jurament fet purament i simplement;
2. el jurament negat inicialment i després prestat;
3. el jurament prestat amb restriccions o amb retractació parcial - com Bernard Bellegarrigue, sacerdot nascut al Born, a l'Alta Arona, jurà 13 de març de 1791 declarant «A partir de la declaració de l'Assemblea Nacional que té la intenció de portar a qualsevol atac a la religió catòlica, apostòlica i romana»;[23]
4. el jurament prestat i després totalment retractat;
5. la negativa amb explicació, sovint basada en l'argument de la impossibilitat de consciència;
6. la negativa directa.

Depenent de la posició jeràrquica
L'historiador nord-americà Timothy Tackett assenyala que la proporció de refractaris era, en l'alt clergat (bisbes), molt superior a l'observat en el clergat inferior (sacerdots i vicaris). També assenyala que els vicaris eren estadísticament més refractaris que els sacerdots.
Segons la geografia
En general, les regions perifèriques van ser les més refractàries. Això podria vincular-se a les diferències culturals, subratllades per l'ús generalitzat de les llengües regionals: per exemple, a la Bretanya, amb el 20% dels jurats o a Alsàcia, amb només el 8% de jurats al Baix-Rhin. En aquest context, també podem esmentar el Nord, la Lorena, el Llenguadoc i Alvèrnia. Això potser també es pot explicar per una certa desconfiança de les decisions de la capital.
La difusió de les idees de la Il·lustració van ser, sens dubte, un dels factors motivadors per fer el jurament o no. La presència d'un gran nombre de clergues gal·licans i / o jansenistes a la conca de París és, per alguns historiadors, un dels motius pels quals el jurament va tenir un gran èxit (el 90% dels jurats del Loiret). Les altres regions amb majoria de jurats van ser Borgonya, Provença (96% de jurats al Var) i les zones costaneres del sud-oest.
En total, a nivell nacional, tenint en compte les retractes posteriors als breus papals, s'arribaria a una proporció del 47 al 48% de jurats.

### Elecció del nou clergat
Per tal de substituir els sacerdots refractaris, va ser necessari triar nous sacerdots: vuitanta bisbes van ser triats i uns vint mil sacerdots van ser substituïts. L'abat Gregoire, pastor i diputat, que havia participà en la redacció de la Constitució Civil del Clergat, va ser elegit bisbe constitucional de Loir-et-Cher, i es convertí, de facto, el cap de l'Església constitucional de França. Cal destacar que aquestes eleccions estaven obertes als no catòlics, la qual cosa només podia irritar els fidels i el Papat.

## Conseqüències de la Constitució Civil del Clergat i el jurament
La majoria dels sacerdots refractaris van prendre partit per la contrarevolució i els patriotes sospitaven dels eclesiàstics, els quals generaven odis apassionats. Molts catòlics, camperols, artesans o burgesos, que havien recolzat el tercer estat, s'uniren a l'oposició. A l'oest de França, mentre que regions com la Bretanya i la Vendée havien recolzat inicialment la Revolució, es van convertir en llocs de disturbis i guerres vinculats a la contra-revolució.

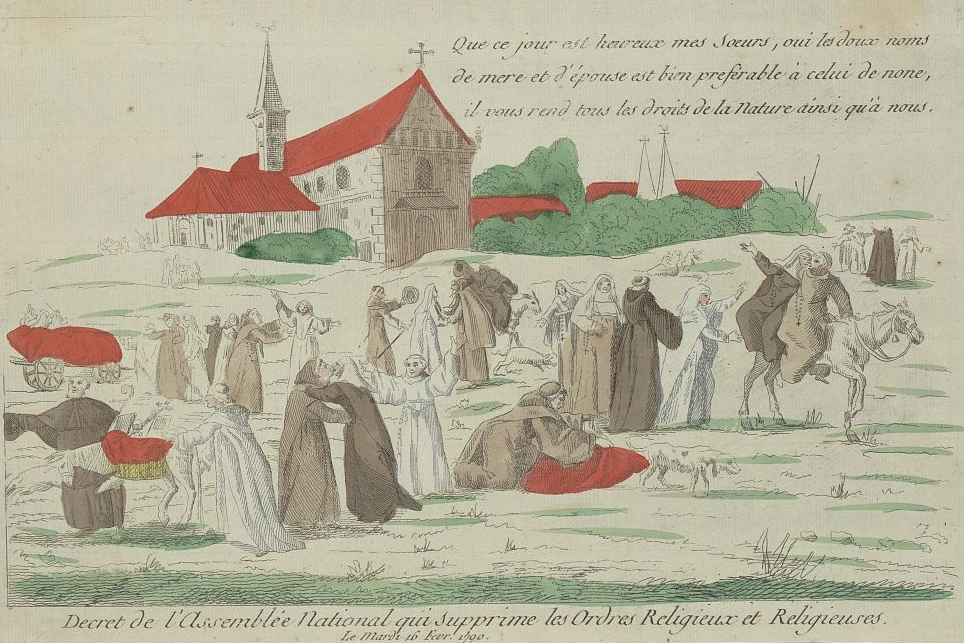
«Decret de l'Assemblea Nacional [sic] que suprimeix els ordes religiosos i religioses. Dimarts, 16 de febrer de 1790.» Caricatura anònima de 1790. «Que aquest dia sigui feliç, les meves germanes. Sí, els noms dolços de mare i muller són molt millors que el de monjas, et dona tots els drets de la natura igual que a nosaltres.»

Els debats sacsejaren profundament la societat francesa durant els primers sis mesos de 1791 i començaren a tallar el país en dos. Dividiren famílies, trencaren velles amistats. Charrier La Roche, defensor de la Revolució, constatà a l'octubre de 1791. «S'acrediten els prejudicis incendiaris que les millors intencions que no tenen cap manera de garantir el que es sembra, es manté l'amargor i animositat contra els seguidors de la festa més pacífica que no aprovem.»
El 29 de novembre 1791, un decret donà als administradors locals la possibilitat de deportar els sacerdots de la seva llar en cas de problemes.

## Les conseqüències
Les mesures de descristianització van continuar a França el 1793 i el 1794, amb el desenvolupament del culte de la Raó i de l'Ésser suprem i el tancament de les esglésies al culte del 31 de maig de 1793 fins al novembre de 1794 .
Les lleis de 1790 -excloent la Constitució Civil del Clergat, reservada al culte catòlic- permetien mesures de tolerància en relació amb els protestants i els jueus, concedint a aquests darrers la ciutadania.
Els sacerdots refractaris va ser objecte d'una repressió severa, especialment sota el Terror, i es confonen en aquest període amb els altres, els sacerdots constitucionals (o jurats).
A la Renània ocupada per les forces franceses (1793), el moviment de la secularització va expulsar l'arquebisbe de Magúncia de les seves terres. La profanació dels símbols i edificis religiosos i aristocràtics promogué l'aparició del poder burgès en el Sacre Imperi Romanogermànic.

## El final: la primera separació de l'Església i l'Estat (1794)
«La separació de l'Església i l'Estat s'havia establert de fet amb el decret de 2 sansculotides any II (18 de setembre de 1794): per motius d'economia, Cambon va fer eliminar aquest dia el pressupost de l'Església jurada; la Constitució civil del clergat va ser informardade manera implícita i l'Estat va ser completament secularitzat.»
Cinc mesos més tard, la Convenció Termidoriana confirma aquesta separació per votació, el 3 ventós any III (21 de febrer de 1795), el "Decret sobre la llibertat de religió" :
Art. I - D'acord amb l'article VII de la Declaració dels Drets Humans i l'article 122 de la Constitució, l'exercici de qualsevol religió no es pot molestar.
Art. II - La República no paga cap. 

Art. III.- No proporciona locals, ni per a l'exercici dels cultes, ni per a l'allotjament dels ministres. 

Art. IV.- Les cerimònies de tota adoració estan prohibides fora del recinte escollit per al seu exercici. 

Art. V - La llei no reconeix cap ministre del culte, ningú pot aparèixer públicament amb la roba, els ornaments o els disfresses assignats a les cerimònies religioses. 

Art. VI - Qualsevol reunió de ciutadans per a l'exercici de qualsevol religió està subjecta a la supervisió de les autoritats constituïdes. Aquesta vigilància està continguda en mesures policials i de seguretat pública. 

Art. VII - Cap signe particular d'un culte pot ser col·locat en un lloc públic, o externament, de cap manera. Cap inscripció pot designar el lloc assignat. No es pot proclamar ni convocar públicament per convidar els ciutadans. 

Art. VIII - Les comunes o seccions de la comuna en general, no podran adquirir ni llogar locals per a l'exercici dels cultes ... 

Art. X: Qualsevol que molesti violentament les cerimònies de qualsevol adoració o indignació d'objectes, serà sancionat d'acord amb la llei del 22 de juliol de 1791 sobre la correcció policial ... 

Finalment, la pau religiosa es va recuperar totalment amb Napoleó Bonaparte, llavors Primer Cònsol, que va signar el Concordat amb el Papa Pius VII el 1801. El Pontífex va donar suport a que l'Església de França fos tutelada, tutela que el seu predecessor, Pius VI havia rebutjat a Assemblea nacional.